# Campeonato Europeo de Remo de 1961
El LI Campeonato Europeo de Remo se celebró en Praga (Checoslovaquia) en 1961 bajo la organización de la Federación Internacional de Sociedades de Remo (FISA).
En total se disputaron doce pruebas diferentes, siete masculinas y cinco femeninas.

## Medallero
| Núm. | País           | Oro | Plata | Bronce | Total |
| ---- | -------------- | --- | ----- | ------ | ----- |
| 1    | URSS           | 7   | 2     | 1      | 10    |
| 2    | RFA            | 2   | 1     | 1      | 4     |
| 3    | Italia         | 2   | 0     | 1      | 3     |
| 4    | Hungría        | 1   | 0     | 0      | 1     |
| 5    | Checoslovaquia | 0   | 3     | 2      | 5     |
| 6    | RDA            | 0   | 2     | 2      | 4     |
| 6    | Rumania        | 0   | 2     | 2      | 4     |
| 8    | Finlandia      | 0   | 1     | 0      | 1     |
| 8    | Reino Unido    | 0   | 1     | 0      | 1     |
| 10   | Estados Unidos | 0   | 0     | 1      | 1     |
| 10   | Francia        | 0   | 0     | 1      | 1     |
| 10   | Países Bajos   | 0   | 0     | 1      | 1     |
|      | TOTAL          | 12  | 12    | 12     | 36    |